# Touch and Go

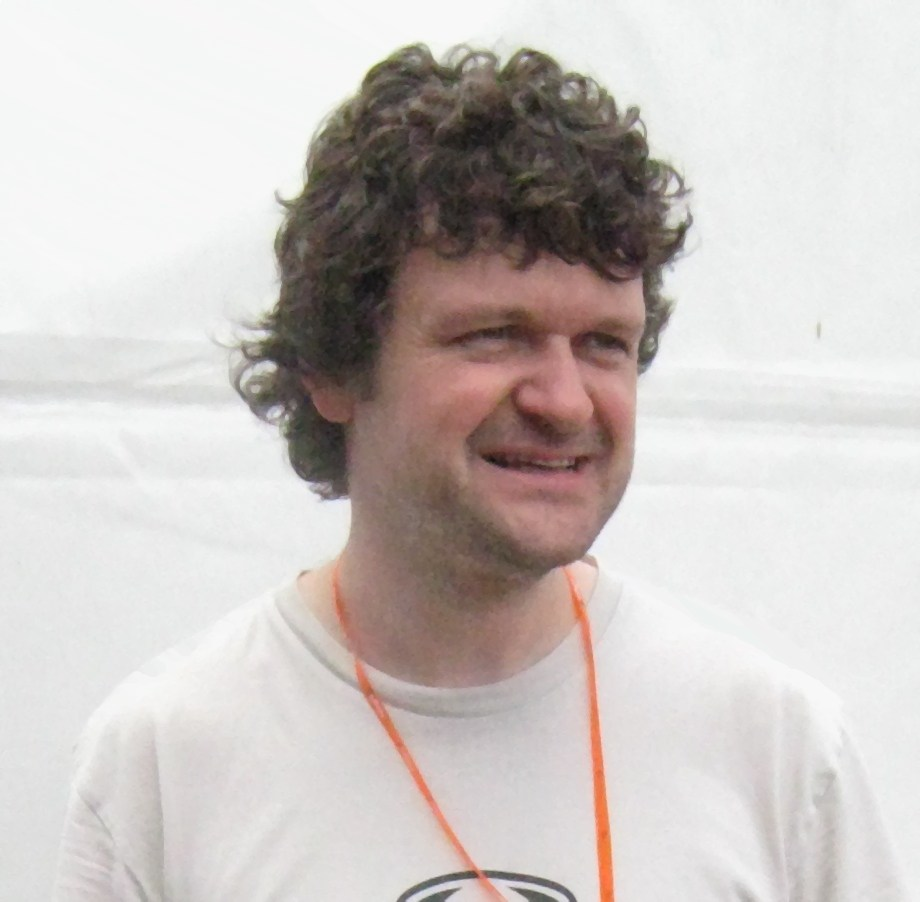
James Lynch

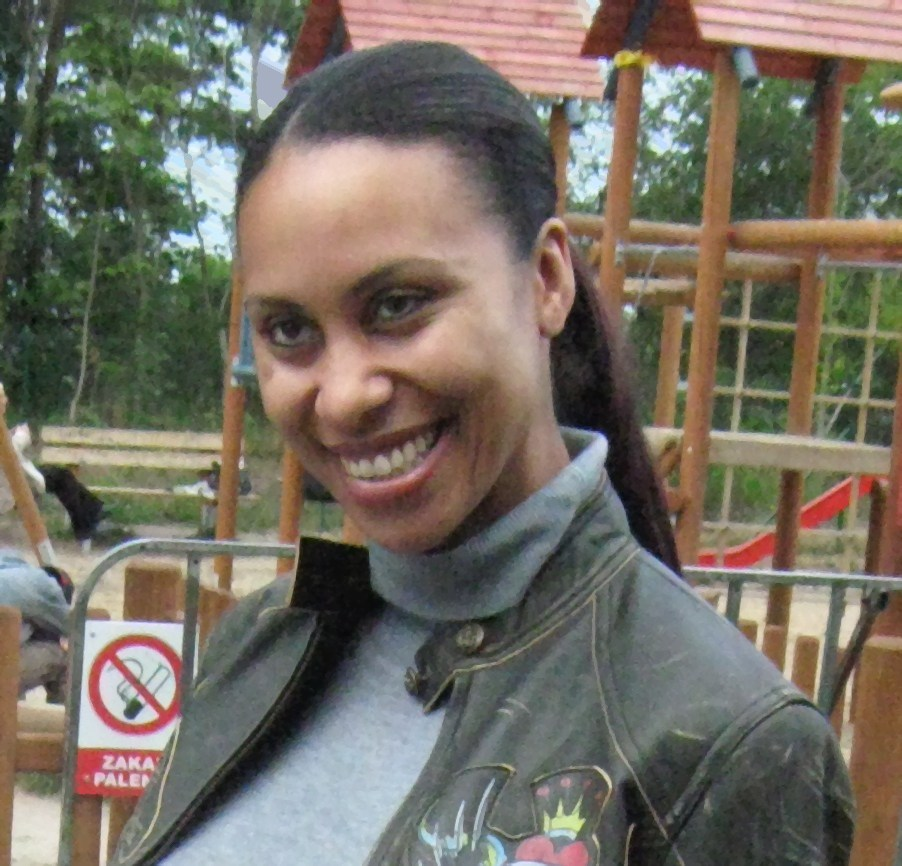
Vanessa Lancaster

Touch and Go – jazzowo-popowy zespół z Wielkiej Brytanii. Ich najpopularniejsze single to „Would You...?”, „Straight... to Number One” oraz „Tango in Harlem”.
Utwór „Straight... to Number One” został wykorzystany w pierwszym sezonie amerykańskiej wersji serialu Queer as Folk oraz w zwiastunie filmu Haker.

## Członkowie
- Vanessa Lancaster
- James Lynch

## Albumy
- I Find You Very Attractive (1999)

## Single
- Would You...? (1998)
- Straight To ... Number One (1999)
- So Hot (2000)
- Tango In Harlem (2001)